# Cheseaux-Noréaz
Cheseaux-Noréaz ([ʃəˈzo nɔˈʁe(ə)], toponimo francese) è un comune svizzero di 669 abitanti del Canton Vaud, nel distretto del Jura-Nord vaudois.

## Geografia fisica
Cheseaux-Noréaz è bagnato dal lago di Neuchâtel.

## Storia

### Simboli
accompagnata da due noci d'oro.»

## Monumenti e luoghi d'interesse

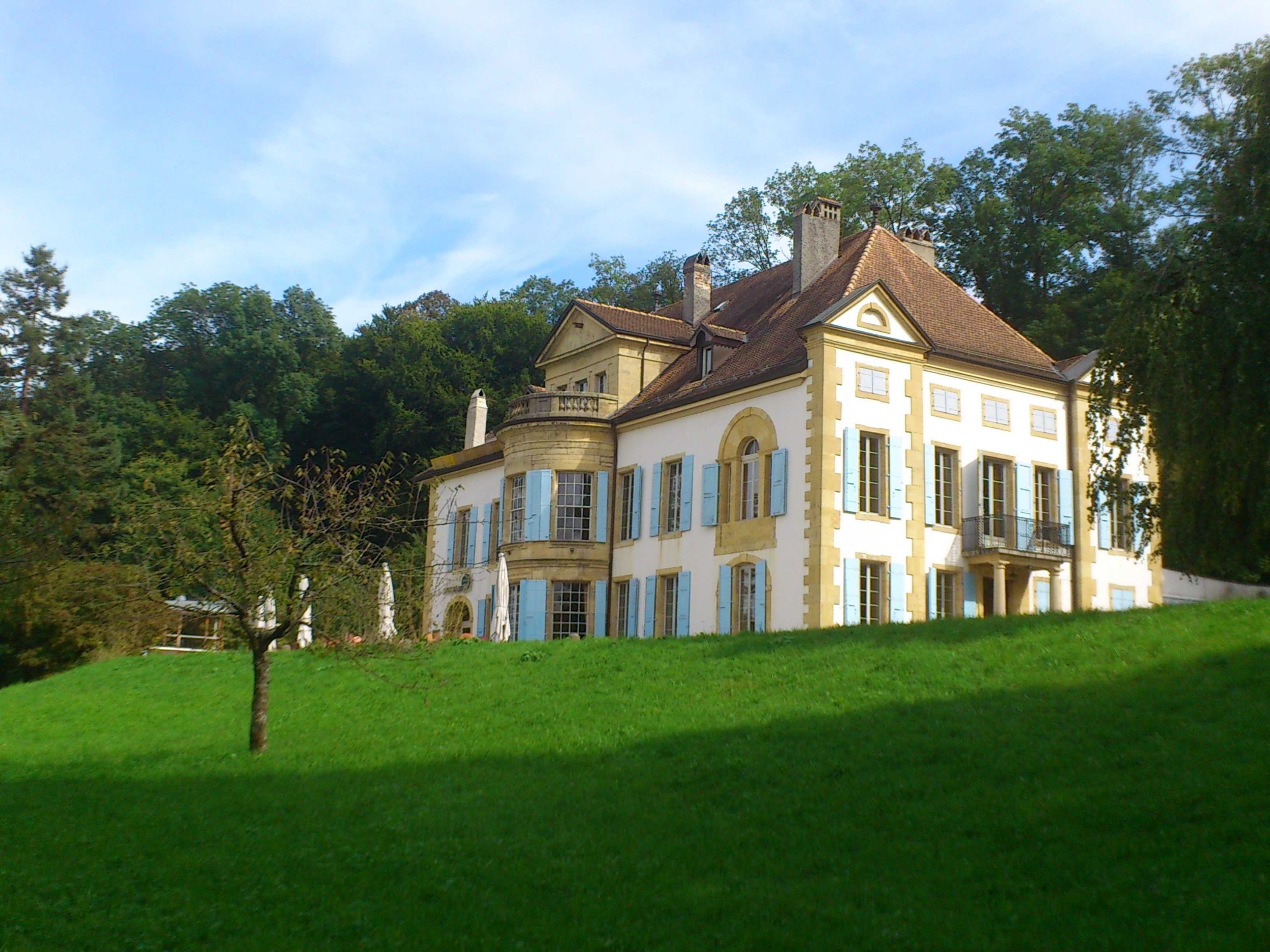
Il castello di Champ-Pittet

- Castello di Champ-Pittet, eretto nel 1789-1791 da Gabriel Delagrange su commissione di Frédéric Haldimand[2].

## Società

### Evoluzione demografica
L'evoluzione demografica è riportata nella seguente tabella:
Abitanti censiti

## Amministrazione
Ogni famiglia originaria del luogo fa parte del cosiddetto comune patriziale e ha la responsabilità della manutenzione di ogni bene ricadente all'interno dei confini del comune.